# Władysław Namysłowski
Władysław Wiktor Namysłowski (ur. 26 lutego 1889 w Zagórzu, zm. 27 stycznia 1957 w Toruniu) – polski prawnik specjalizujący się w historii prawa i prawie międzynarodowym, urzędnik konsularny.

## Życiorys
Był synem inżyniera kolejowego Władysława oraz Antoniny z Langnerów, jego przyrodnim młodszym bratem był Bolesław Namysłowski.
Uczęszczał do gimnazjum w Nowym Sączu, a następnie do Gimnazjum im. Jana Sobieskiego w Krakowie, które ukończył w 1907. Studiował na Uniwersytecie Jagiellońskim, uzyskując w 1913 stopień doktora praw. W czasie studiów interesował się historią Krakowa, owocem czego były dwie prace dotyczące krakowskiej milicji i poczty, wydane w 1913 przez Bibliotekę Krakowską. Po studiach odbywał praktyki sądowe i adwokackie w Krakowie, Tarnowie i Żabnie. 14 września 1914 ożenił się w Krakowie z Franciszką Anastazją Fischer. Po wybuchu I wojny światowej został ewakuowany do Freistadt, a następnie przeniósł się na tereny Bośni i Hercegowiny, gdzie pracował jako aplikant sądowy. W 1915 zdał egzamin sędziowski w Banja Luce i pracował tam jako sędzia, potem jako prokurator w Sarajewie.
W styczniu 1920 zmienił wyznanie z rzymskokatolickiego na luterańskie, co pozwoliło mu na przeprowadzenie rozwodu z pierwszą żoną w Nowym Sadzie w 1922. 18 sierpnia tego roku w Zemunie ożenił się po raz drugi z Bertą Krombholz.
Po odzyskaniu przez Polskę niepodległości wstąpił do służby zagranicznej. Był konsulem w Belgradzie (w latach 1918–1922), Berlinie (1922–1925) i Hamburgu (1925–1930). W latach 1930–1936 pracował jako radca i zastępca naczelnika w wydziale opieki prawnej MSZ.
25 listopada 1931 uzyskał uprawnienia veniam legendi w charakterze docenta w zakresie prawa międzynarodowego na Wydziale Nauk Politycznych i Społecznych Wolnej Wszechnicy. Wykładał też na Uniwersytecie Jana Kazimierza, gdzie 29 stycznia 1936 habilitował się w zakresie historii prawa południowosłowiańskiego. Stopień docenta w zakresie prawa międzynarodowego uzyskał 30 lipca 1936 na Wydziale Prawa i Nauk Ekonomicznych Oddziału Wolnej Wszechnicy w Łodzi. Nauczał prawa konsularnego i morskiego w Instytucie Nauk Politycznych w Wilnie oraz Szkole Morskiej w Gdyni. W październiku 1936 otrzymał prawo veniam legendi z zakresu praw południowo-słowiańskich na Wydziale Prawa Uniwersytetu Jana Kazimierza we Lwowie.
W 1928 zmarła jego druga żona. 3 czerwca 1929 ożenił się po raz trzeci z Katarzyną Marią Magdaleną Buck. Ich pierwszy syn (Jerzy) urodził się w 1932, a drugi (Janusz) w 1934.
W latach 1936–1939 był konsulem w Budapeszcie. Po wybuchu II wojny światowej uzyskał od rządu bezpłatny urlop i w lutym 1940 wyjechał do Jugosławii, gdzie podjął pracę w Ministerstwie Skarbu w Belgradzie. Po zajęciu Jugosławii przez Niemców pracował w urzędzie skarbowym w Zemunie oraz jako sędzia w Sremskiej Mitrovicy. W latach 1944–1945 był członkiem Komisji ds. Zbrodni Okupantów w Wojwodinie.
W październiku 1945 wrócił do Polski, gdzie początkowo pracował jako radca w Dyrekcji Kolei w Olsztynie. W 1946 został powołany prowizorycznie przez rektora na stanowisko profesora nadzwyczajnego w Katedrze Prawa Narodów Uniwersytetu Mikołaja Kopernika w Toruniu. Był jednym z organizatorów Wydziału Prawno-Ekonomicznego, jego prodziekanem (w latach 1945–1946) i dziekanem (1946–1953). Do 1954 kierował Katedrą Prawa Narodów (w 1948 została ona przemianowana na Katedrę Prawa Międzynarodowego Publicznego).
W 1954 wstrzymano rekrutację studentów na Wydział Prawa UMK, a Namysłowski został przeniesiony do Poznania, gdzie do 1957 pracował w Katedrze Prawa Międzynarodowego Publicznego Uniwersytetu Poznańskiego.
Od 1946 należał do Stronnictwa Demokratycznego, był wiceprezesem jego Komitetu Miejskiego w Toruniu, członkiem Komitetu Wojewódzkiego w Bydgoszczy oraz Rady Naczelnej (1948–1954).
Materiały archiwalne Władysława Namysłowskiego znajdują się w PAN Archiwum w Warszawie pod sygnaturą III-66.

## Ordery i odznaczenia[3]
- Złoty Krzyż Zasługi (1936)
- Medal Dziesięciolecia Odzyskanej Niepodległości
- Brązowy Medal za Długoletnią Służbę
- Krzyż Oficerski Orderu Korony Rumunii (Rumunia)
- Krzyż Oficerski Orderu Świętego Sawy (Jugosławia)
- Krzyż Kawalerski Orderu Świętego Sawy (Jugosławia)

## Wybrane publikacje
- Milicya wolnego miasta Krakowa 1815–1846 (1913)
- Polskie prawo konsularne (Lwów, 1926)
- Zarys systemu współczesnego prawa konsularnego (1931)
- Zbiór międzynarodowych norm prawno-konsularnych (1932)
- Polskie prawo komunikacyjne (w zarysie) (1948)
- System prawa konsularnego (1949)